# 腰果派
腰果派（Cashew pie）是一种以腰果为主要原料制作的西式餡餅。人們在製作時可以在餡餅上放入整颗腰果或切碎的腰果，也可以两者兼有。餡餅則是用玉米糖浆、糖和鸡蛋制作。